# 儲備 (精算學)
儲備（Reserve，或稱精算儲備金），等於某偶發事件的預期現金流現值（即精算現值），是其擁有者（通常是保險公司）的一種債項。在保險業中，儲備指保單未來的現金流現值，而保險人的總債項是其承諾賠付的所有保單之儲備的總和。保險人必須保持其資產水平（尤其是流動資產），以滿足偶發事件產生的賠付額。

## 損失隨機變數
無論計算哪種保險產品的精算儲備金，計算者必須先定義損失隨機變數。精算師通常以 {\displaystyle K(x)} 代表一名 {\displaystyle x} 歲的受保人剩餘生命期的縮減隨機變數，而某份死亡賠付為一元及每年保費 {\displaystyle P} 元的保單的損失隨機變數則可寫成
{\displaystyle L=v^{K(x)+1}-P{\ddot {a}}_{{\overline {K(x)+1}}|}}
從上述算式，可知若某人於保單生效後 {\displaystyle t} 年內死亡，則保險公司於保單生效時損失的現值，必等於死亡賠付的現值減保費收入的現值。然而此算式無法求出未來任一時間的損失現值，故在時間 {\displaystyle t} 的損失隨機變數定義成
{\displaystyle {}_{t}L=v^{K(x)+1-t}-P{\ddot {a}}_{\overline {K(x)+1-t|}}}

## 賠付儲備
賠付儲備，又稱淨等額保費儲備金，只包含兩種現金流，主要用於根據GAAP準則製作財務報告。賠付儲備中保費的計算原理是假設 {\displaystyle t=0} 時，儲備金等於零，而計算方法主要分為預期式及過去式兩種。以未來保費收入的精算現值減去未來偶發賠付額的精算現值，謂之預期式；以過去偶發賠付額累積價值減去過去已付保費的累積價值，謂之過去式。兩種方式計算出的儲備值是相同的。
以終身人壽保險單為例，假設此單對於某 {\displaystyle x} 歲受保人的死亡賠付為一元，年繳保費需於每年年初繳交，而死亡賠付則於受保人死亡年的年終交付受益人，則可以下列算式計算出每年等額保費：
{\displaystyle \operatorname {E} [L]=\operatorname {E} [v^{K(x)+1}-P{\ddot {a}}_{\overline {K(x)+1|}}]}
{\displaystyle \operatorname {E} [L]=\operatorname {E} [v^{K(x)+1}]-P\operatorname {E} [{\ddot {a}}_{\overline {K(x)+1|}}]}
{\displaystyle {}_{0}\!V_{x}=A_{x}-P\cdot {\ddot {a}}_{x}}
最後一條算式中的 {\displaystyle V} 代表儲備值。當 {\displaystyle t=0}，即於保單生效時，根據上述定義，儲備值應為零，故可得
{\displaystyle P={\frac {A_{x}}{{\ddot {a}}_{x}}}}
{\displaystyle t} 年後的儲備值可以下列算式計算出：
{\displaystyle {}_{t}L=v^{K(x)+1-t}-P_{x}{\ddot {a}}_{\overline {K(x)+1-t|}}}
{\displaystyle \operatorname {E} [{}_{t}L|K(x)>t]=\operatorname {E} [v^{K(x)+1-t}|K(x)>t]-P_{x}\operatorname {E} [{\ddot {a}}_{\overline {K(x)+1-t|}}|K(x)>t]}
{\displaystyle {}_{t}\!V_{x}=A_{x+t}-P_{x}\cdot {\ddot {a}}_{x+t}} Where {\displaystyle {}P_{x}={\frac {A_{x}}{{\ddot {a}}_{x}}}}

## 參看
- 精算學
- 生命表
- 责任准备金